# Outlook.com
Outlook.com, по-рано Hotmail, е безплатна лична имейл услуга, предлагана от Microsoft . Това включва интерфейс за уеб поща, предлагащ услуги като поща, календар, контакти и задачи . Outlook може да бъде достъпен и чрез имейл клиенти, използващи протоколите IMAP или POP .
Основана през 1996 г. от Sabeer Bhatia и Jack Smith като Hotmail, тя е била придобита от Microsoft през 1997 г. за приблизително $400 милиона, като става част от семейството на MSN онлайн услуги, брандирани като MSN Hotmail. През май 2007 г. услугата била преименувана на Windows Live Hotmail, като част от пакета продукти на Windows Live. Била е променена отново на Hotmail през октомври 2011 г. и е била напълно променена като Outlook през февруари 2013 г., споделяйки същата марка като софтуера Microsoft Outlook, който се предлага чрез абонамент за Microsoft 365 (бивш Microsoft Office).
Outlook работи с всеки акаунт в Microsoft, като се използват домейни- @outlook.com, @hotmail.com, @msn.com,, както и @live.com и @passport.com (които вече не се предлагат).

## История

### Стартиране на Hotmail
Услугата Hotmail е основана от Sabeer Bhatia и Jack Smith, като е една от първите услуги за уеб поща в Интернет заедно с RocketMail на Four11 (по-късно Yahoo! Mail ). Появява се в търговската мрежа на 4 юли 1996 г., представяйки "свободата" от базирания на ISP имейл и възможността за достъп до входящата кутия на потребителя от всяка точка на света. Името „Hotmail“ било избрано от хиляди възможности, завършващи на „-mail“, тъй като включва буквите HTML, езикът за маркиране, използван за създаване на уеб страници (за да се подчертае това, оригиналният регистър на буквите бил „HoTMaiL“). Ограничението за безплатно съхранение първоначално е било 2 MB. Първоначално Hotmail бил подкрепен от фирмата за рисков капитал Draper Fisher Jurvetson .Като до декември 1997 г. отчита повече от 8,5 милиона абонати. Hotmail първоначално работи под Solaris за пощенски услуги и Apache на FreeBSD за уеб услуги, преди да бъде частично преобразуван в продукти на Microsoft, използвайки Windows Services за UNIX в пътя за миграция.

### Поща
Hotmail е продаден на Microsoft през декември 1997 г. за отчетените 400 милиона долара (~ 636 долара през 2021 ) и се присъединява към групата услуги на MSN. Продажбата била предшествана от голям инцидент през 1997 г., когато цялата електронна поща била изгубена за 25% от пощенските кутии. Hotmail доста бързо придобива популярност, тъй като бил локализиран за различни пазари по целия свят и се превръща в най-голямата услуга за уеб поща в света с повече от 30 милиона активни потребители, отчетени до февруари 1999 г.
Първоначално Hotmail работи като смесица от операционни системи FreeBSD и Solaris.  Като е стартиран проект за преместване на Hotmail към Windows 2000. През юни 2001 г. Microsoft заявява, че това е направено и няколко дни по-късно те оттеглили изявлението,признават, че DNS функциите на системата Hotmail все още разчитат на FreeBSD. През 2002 г. Hotmail все още управлява инфраструктурата си на UNIX сървъри, като само предният изглед е преобразуван в Windows 2000. По-късното развитие показва, че услугата е свързана със схемата за уеб удостоверяване на Microsoft, Microsoft Passport (сега акаунт в Microsoft ), и интеграция с програмите за незабавни съобщения и социални мрежи на Microsoft, MSN Messenger и MSN Spaces (по-късно съответно Windows Live Messenger и Windows Live Spaces ).
През 1999 г. хакери откриват пропуск в сигурността на Hotmail, който позволява на всеки да влиза във всеки Hotmail акаунт с паролата „eh“. По това време това било наречено "най-разпространеният инцидент със сигурността в историята на мрежата".  През 2001 г. услугата Hotmail отново била разбита от компютърни хакери, които разкриват, че всеки може да влезе в своя акаунт в Hotmail и след това да изтегли съобщения от всеки друг акаунт в Hotmail, като създаде URL с потребителското име на втория акаунт и валиден номер на съобщение. Това било толкова проста атака, че до момента, в който грешката била изчистена, десетки вестници и стотици уеб сайтове публикували подробни описания, позволяващи на десетки хиляди хакери да правят каквото си желаят из Hotmail. Тази уязвимост изложила милиони акаунти на опастност между 7 и 31 август 2001 г. 

#### Конкуренция
През 2004 г. Google представя своя собствена пощенска услуга, Gmail . Предлагаща по-голямо пространство за съхранение, по-висока скорост и гъвкавост на интерфейса. Този нов конкурент стимулира вълна от  иновации в уеб пощата.  Основните утвърдени играчи в индустрията – Hotmail и Yahoo! Mail – започват да предлагат надградени версии на своите имейл услуги с разширени функции.  

### Windows Live Hotmail
Новата система на Microsoft за имйел била обявена на 1 ноември 2005 г. под кодовото име "Kahuna" като е пусната бета версия за няколко хиляди тестери. Други поддръжници на уеб пощата, които също искали да изпробват бета версията, имали възможността да поискат покана, предоставяща достъп. Новата услуга е създадена от нулата и набляга на три основни концепции - „по-бързо, по-лесно и по-безопасно“. През периода на разработка са пуснати нови версии на бета услугата и до края на 2006 г. броят на тестерите достигнал милиони.
Марката Hotmail била планирана да бъде премахната, когато Microsoft обявява, че новата пощенска система ще се нарича Windows Live Mail, но разработчиците скоро се отказали, след като бета тестерите били объркани с промяната на името и предпочели вече добре познатото име Hotmail и Windows Live Hotmail. След период на бета тестване, той е официално пуснат за нови и съществуващи потребители в Холандия на 9 ноември 2006 г. като пилотен пазар. Разработването на бета версията приключва през април 2007 г. и Windows Live Hotmail е пуснат за нови регистрации на 7 май 2007 г., когато 260 милиона MSN Hotmail акаунта по света получили достъп до новата система. Старият интерфейс на MSN Hotmail бил достъпен само от потребители, които са се регистрирали преди датата на пускане на Windows Live Hotmail и не са избрали да актуализират до новата услуга. Внедряването за всички съществуващи потребители приключва през октомври 2007 г.
Windows Live Hotmail е отличен няколко пъти  с наградата за редакторски избор PC Magazine през февруари 2007 г., март 2007 г. и февруари 2011 г.
През 2008 г. е обявена актуализация на услугата с фокус върху подобряване на скоростта, увеличаване на пространството за съхранение, по-добро потребителско изживяване и нови функции,също така скоростите за влизане и достъп до имейл ще бъдат до 70 процента по-бързи. Класическата и пълната версия на Windows Live Hotmail били комбинирани в новата версия. Благодарение на отзивите на потребителите Hotmail бил актуализиран, така че да работи за потребители, които имат изключен панел за четене. Обмисляло се също така, екипът на Hotmail да премести рекламата от горната част на страницата настрани, като добави още теми, увеличи броя на съобщенията на всяка страница и добави възможността за изпращане на незабавни съобщения от входящата кутия на потребителя в бъдещи версии.
Поради причината,че завършването на поддръжката за Firefox в надградения Windows Live Hotmail отнема няколко месеца.Като до 2009г. все още била непълна,разработчиците трябвало да изпратят временен браузър, който използва подправяне на потребителски агент, когато прави заявки към сайта на Windows Live.
Като част от актуализацията Microsoft добавя и допълнителна възможност за незабавни съобщения с контакти в услугата Windows Live Messenger. Тази функция била резултат от проект, който започва като "Windows Live Web Messenger" през 2007 г., заместител на по-старата услуга "MSN Web Messenger", която била представена за първи път през август 2004 г. Оригиналният „Windows Live Web Messenger“ включва разговори с раздели в „работно пространство за разговори“, но след интегрирането му с Hotmail това е отстранено.
Търсачката,която позволява на потребителите да използват резултати от търсене в имейли на Microsoft Bing била интегрирана в Hotmail през 2009 г. чрез въвеждането на функция "Бързо добавяне". Те включват изображения, карти и бизнес обяви.
На 18 май 2010 г. Microsoft представя актуализацията "Wave 4" на Hotmail, която предлага различни функции като филтри с 1 щракване,почистване на входящата кутия,активни изгледи и пространство от 10 MB за снимки, документи на Microsoft Office,както и прикачени файлове. Освен това включвал интеграция с Windows Live SkyDrive и Windows Live Office, безплатна версия на пакета Office Web Apps на Microsoft. Новата версия позволява постепенния си достъп  за всички потребители на Hotmail на 15 юни 2010 г. и била напълно достъпна на 3 август 2010 г.  Поддръжката на Exchange ActiveSync била активна за всички потребители на Hotmail на 30 август 2010 г., позволявайки на ползвателите да синхронизират своята поща, контакти, календар и задачи с  мобилните си устройства, които поддържат необходимия протокол. Добавянето на SSL за пълна сесия било пуснато на 9 ноември 2010 г.
През 2011 г. Microsoft добавя няколко нови функции към Hotmail, като псевдоними и подобрения на скоростта. А през октомври 2011 г. Microsoft представя „преоткрит Hotmail“ и добавя още много нови функции като незабавни действия, планирано почистване и категории, като тази актуализация започва пълното си разпространение на 9 ноември 2011 г. Това прави SSL активен по подразбиране за всички акаунти.

### Преход към Outlook.com
Outlook.com е представен за първи път на 31 юли 2012 г., когато бета версията му е предоставена на широката публика. Съществуващите клиенти на Hotmail могат напълно свободно да надградят до версията за предварителен преглед на Outlook.com и да се върнат обратно.
Outlook.com завършва етапа на предварителен преглед на 18 февруари 2013 г. Според Microsoft надстройката е внедрена на 3 април 2013 г.; като потребителите запазили съществуващите си акаунти в Hotmail и получили опцията да имат имейл адрес @outlook.com. До май 2013 г. надграждането било завършено и Outlook.com към този момент има 400 милиона активни потребители. Една година по-кънсо-май 2014 г. Outlook.com продължава да има 400 милиона активни потребители.

#### Преход към нова инфраструктура
През май 2015 г. Microsoft обявява, че ще промени услугата си с  нещо, което описа като инфраструктура, базирана на Office 365. През юни 2015 г. започнало въвеждането посредством предварителен преглед на нови опции за оформление на календара, услуга за филтриране, наречена „Clutter“ и нови теми и  дизайни. Microsoft също така представя възможност на доставчици като PayPal и Evernote да включват свои добавки в услугата. Освен това от януари и март 2016г. се предвиждало да бъдат въведени в акаунтите на абонаните на Office 365 и потребителите на Outlook.com предложенията за контакти и актуализациите от имейли като резервации за полети. След подобренията си потребителите вече нямали възможност да използват Windows Live Mail 2012, за да синхронизират своите имейли, контакти и събития в календара, използвайки официалните настройки,така били насърчавани да разглеждат Outlook.com през всички възможни канали,браузъри, чрез приложението Mail или чрез Microsoft Outlook. Windows Live Mail обаче можел да бъде конфигуриран да използва IMAP протокола (или по-малко ефективния POP3 ) само за извличане на поща. Microsoft приключва този етап на предварително представяне през февруари 2016 г., когато започва да пуска новата версия в акаунтите на потребителите, слагайки началото със Северна Америка.
На 8 август 2017 г. Microsoft стартира нов бета превключвател, който позволява на потребителите да тестват предстоящи промени в Outlook.com Mail, включително по-бърза входяща кутия, променен дизайн и възможност за търсене на емотикони. Представяйки и Photos Hub-петият компонент на Outlook.com. 
На 30 октомври 2017 г. Microsoft обявява, че постепенно ще прекрати своята абонаментна услуга „Outlook.com Premium“, която предлага функции като разширено съхранение и премахване на реклами от потребителския интерфейс. Тези предимства предоставени на абонатите на Office 365 и Microsoft вече не приемала нови абонаменти за Outlook.com Premium,но съществуващите можели да продължат да подновяват абонамента си.
Старият интерфейс от 2016 г., бил премахнат през 2019 г.

## Характеристика
Както и други основни услуги за уеб поща, Outlook.com използва техники за програмиране на Ajax и поддържа по-нови версии на Internet Explorer, Firefox, Safari и Google Chrome . Функциите му включват контрол на клавиатурата, даващи възможност за навигиране из страницата без използване на мишката, възможност за търсене измежду съобщенията на потребителя, включително структурирана заявка като „от: ebay “, реорганизация на съобщенията на базата на папки, автоматично завършване на адреси за контакти при попълване, групиране на контакти, импортиране и експортиране на контакти като CSV файлове, форматиране на обогатен текст, подписи, филтър за спам и сканиране за вируси, поддръжка на голям брой адреси, различни езикови версии и др.
Функция, която вече не присъства, е възможността за създаване на персонализирани имена на домейни.

### Сигурност и поверителност
Outlook.com дава обещание да уважава напълно  поверителността на потребителите, затова се насочва специално към практиките за поверителност на Gmail. Спазва това като не сканира имейли,прикачени файлове за рекламна информация и личните разговори са изцяло без реклами.
През март 2014 г., бившият служител на Microsoft Алекс Кибкало бил арестуван за замесеност в издаването на търговските тайни на Microsoft през 2012 г. Заради това Microsoft бил подложен на обвинения за достъп до имейл пощите на неговия френски съучастник.   Критиците твърдят, че тези действия нарушават законите за поверителност, също така и обещанията на Microsoft за личната информация на потребителите,   други мнения обаче показали, че такъв достъп е разрешен съгласно правилата за поверителност на Microsoft, за да „защитят права или собственост на Microsoft“,   било е необходимо, за да се предотврати престъпление, което цели да нанесе щети за милиарди долари.Подобно действие от страна на Microsoft е безпрецедентно от 18 години.  В отговор на всичко Microsoft обявява, че вече няма да има достъп до лична информация на акаунтите в такива случаи, а вместо това ще прехвърля разследването на необходимите органи.  
Outlook.com използва DMARC спецификации, за да подсигури предаването на съобщения и сертификат за разширено валидиране, за да защити връзката между потребителите на Outlook.com. На 17 април 2013 г. Microsoft добавя проверка в две стъпки към акаунтите на Microsoft, като по този начин разширява и Outlook.com.
Outlook също така има функция за използването на код за еднократна употреба вместо парола при влизане в Microsoft акаунт. Всеки код може да се използва веднъж и да бъде поискан, когато това е необходимо. Например ако потребителят влиза чрез обществен компютър – в библиотека или училище – използването на такъв код помага да се запази информацията в акаунта. Кодът за еднократна употреба се изпраща на потребителя, когато бъде поискан при влизане.

### Office за уеб интеграция
Outlook.com се свърза с Office за уеб, за да даде възможност за преглед и редактиране на документи на Microsoft Word, Excel и PowerPoint, които са прикачени към имейл. Потребителите могат автоматично да отварят тези документи на Office в рамките на уеб браузъра и да ги запазят в своя OneDrive .Извършват се и  редакции на получените документи на Office и директно да връщат отговор на подателя с редактираната версия на документа. Потребителите могат да изпращат файлове до 25 GB на Office (до 50 MB всеки) благодарение на Outlook.com, като качват тези документи в OneDrive и ги споделят с други потребители за преглед или помощ.Могат също да запазват имейли в OneNote . 

## Компоненти
Пощата е част от компонентите на уеб пощата на Outlook.com. Базовият изглед е с три колони с папки и групи отляво, списък с имейл съобщения в средата и избраното съобщение на по-голям екран отдясно.
Активният изглед на Mail позволява на потребителите да работят директно със съдържанието и функционалността в своето имейл съобщение. Например, всички прикачени снимки могат да бъдат прегледани директно чрез Active View. Освен това пощата предоставя партньорска платформа, която позволява съдържанието от различни уебсайтове и услуги като YouTube, Flickr, LinkedIn и Пощенската служба на Съединените щати да се разглеждат директно в имейл съобщението. Например потребителите могат да гледат видеоклип от YouTube в пощата, когато потребителят получи имейл със съдържание връзка към видеоклипа. Други функции на Active View включват проследяване на състоянието на доставката в реално време от пощенската служба на Съединените щати и извършване на действия за социални мрежи в LinkedIn или други сайтове за социални мрежи директно от имейл съобщението.
Функцията бързи изгледи позволяват на потребителите да филтрират своите имейли (във всички папки) по прикачени документи,снимки, маркирани съобщения или актуализации за доставка. А филтрите с едно щракване дават възможността на потребителите да филтрират входящата си кутия (или конкретна папка) според това дали съобщението е прочетено или не, от списъка с хора, групови пощенски списъци или от уебсайт за социална мрежа ( LinkedIn ). Категориите се показват под бързи изгледи за улеснен достъп.

### Календар
Уеб приложението за управление на времето на Outlook е пуснато за първи път на 14 януари 2008 г. под формата на Windows Live Calendar и актуализирано до версията "Wave 4" на 7 юни 2010 г. Обновено с дизайна на Metro на Microsoft, поетапно пускане за потребители от 2 април 2013 г. 
Календарът разполага с интерфейс, подобен на настолни приложения за календар, като Windows Calendar, и поддържа iCalendar файлове, което позволява на потребителите да добавят календарни записи в личните си календари. Използва технологията Ajax, която позволява на потребителите да преглеждат и добавят събития в календара на различни дати, без да презареждат страницата,като разполага с режими за дневен, седмичен, месечен ред. Той също така включва функция за списък със задачи за потребителите, за да проследяват задачите, които трябва да бъдат изпълнени.
Събитията в календара се съхраняват онлайн и могат да се разглеждат от всяка точка. Могат да се създават и споделят множество календари, което позволява различни нива на разрешения за всеки потребител.

### Хора
Услугата за управление на контакти на Outlook първоначално била известна като Windows Live Contacts, а преди това Windows Live People. Тази услуга предоставя на потребителите достъп до профилите и информацията на техните контакти, чрез което могат да споделят различна информация с различни групи хора. Освен адресна книга, People също предоставя свързани услуги със социални медии, като Facebook и Twitter .  През 2012г. услугата била преуменувана на сегашното си име, като въвежда нов интерфейс, базиран на дизайнерския език на Metro, който вече бил представен от Outlook.com.
Контактите се обновяват автоматично в реално време.Също така услугата позволява изтриване на дублирани записи за контакти, когато се прехвърлят с Profile . Потребителите могат също така да задават ограничения за това каква част от техните данни за контакт могат да се виждат от другите.
To Do-Да направя е още един компонент за управление на задачи на Outlook.com, въведен по време на прехода към базираната на Office 365 инфраструктура.